# Раббе, Эмма
Эмма Ирмгард Марина Раббе Рамирес (исп. Emma Irmgard Marina Rabbe Ramírez, род. 18 апреля 1969 года, Оттава, Канада) ― канадо-венесуэльская актриса и победительница конкурса красоты.

## Биография
Родилась в семье канадца и венесуэлки. Окончила физиотерапевтический факультет в 1994 году в Университетском реабилитационном колледже «Мэй Гамильтон» в Каракасе.
Раббе участвовала в конкурсе Мисс Венесуэла 1988 в качестве представительницы Федерального округа, получив титул Мисс мира Венесуэла. Она представляла свою страну на конкурсе Мисс мира 1988, где заняла 3-е место.
Была замужем за венесуэльским актером Даниэлем Альварадо с 1998 по 2015 год. У пары трое детей: Даниэль Алехандро 1999 года рождения, Хосе Диего 2001 года рождения и Кэлвин Дэниел 3 мая 2007 года рождения.

## Фильмография
| Год       | Название                 | Роль                           | Прим.        |
| --------- | ------------------------ | ------------------------------ | ------------ |
| 1989      | Марибель                 | дебют                          | дебют        |
| 1990      | Милая Моника             | Моника Суарес                  | главная роль |
| 1991–1992 | Прекраснейшая            | Габриэла Грубер                | главная роль |
| 1994–1995 | Опасная                  | Клементина                     | главная роль |
| 1995      | Грех любви               | Индира                         | главная роль |
| 1998      | Королева сердец          | Марлен Паес / Сара             | главная роль |
| 2000      | Приворот на любовь       | Лигия Вальдеррама              | главная роль |
| 2004      | Как хороша была Лола!    | Эгелла Лев                     |              |
| 2005      | Любовь из-под палки      | Верджиния Ревуэлтас            |              |
| 2002      | Моя прекрасная толстушка | Тса Тса «Саса» Ланс            |              |
| 2008      | Альпинистка              | Фернанда Дель Касаль де Алькой |              |
| 2009      | Томас Текьеро            | Эмилия                         |              |
| 2011      | Молодая вдова            | Пенелопа Арречеро              |              |
| 2012      | Родиться с тобой         | Алина Кордеро                  |              |